# 二箇相承
二箇相承（にかそうじょう）とは、1282年（弘安5年）、日蓮が、弟子の日興に宛てたとされる二通の書。二通をまとめて二箇相承といい、もともとは重須本門寺（北山本門寺）に伝えられたものであるが現在は日蓮の真筆は共に無く、写本のみが京要法寺、富士大石寺、西山本門寺等に伝えられている。またさまざまな異本が存在する。

## 歴史と経緯
一通目には日興が日蓮の一切の法の継承者であることが記されており、1282年（弘安5年）5月、日蓮が湯治のため身延を出発する直前に身延山中で書かれたと記述されているため身延相承とも、内容から日蓮一期弘法付属書とも総付嘱書とも称される。身延を出発した日蓮は途中池上で病が篤くなり入滅した。その直前に書かれたとされる二通目には日興を身延山久遠寺の住職とすると記しており、池上（池上本門寺）で書かれたため池上相承とも、また身延久遠寺の別当（住職）であるとの記述から身延山付属書とも別付嘱書とも称する。

### 偽書説
身延相承は日付が9月13日になっているが、元祖化導記には9月8日に身延沢を出発したとあり13日にはすでに身延山に日蓮は居ないことになる。この日付のずれから二箇相承は偽書であるとの指摘がされている。
上代には記録が無いことも偽書であるという主張の根拠とされているが、富士大石寺によると日蓮滅後27年目に六老僧の一人日頂の本尊抄得意抄添書があるとされる。
- 1308年（徳治3年）9月28日、本尊抄得意抄添書には次のように記述されている。

興上一期弘法の付属をうけ日蓮日興と次第日興は無辺行の再来として末法本門の教主日蓮が本意之法門直受たり、熟脱を捨て下種を取るべき時節なり（日蓮宗宗学全書1）
ただしこの書では教主日蓮と記されているのに対し、日蓮の真筆とされる多くの遺文では教主を釈尊としていることから、この書も後世の偽作との指摘がある。
- 1350年（正平5年）、摧邪立正抄には次のように記されている。

抑大聖忝くも真筆に戴する本尊、日興に授くる遺札には白蓮阿闍梨と云々。（宗全2）
「日興に授くる遺札」が二箇相承である証拠はないが、なんらかの相承書があったとみることができる。
日蓮の弟子たちは、日蓮の教えを法と呼び、これを正しく伝えることを相承、付属、付法などと呼んでいる。唯受一人（ゆいじゅいちにん）血脈相承とも嫡々付法ともいい、日興が正統であるという主張の根拠としている。厳密には、二箇相承と血脈相承とは別ものである。ただ日興のみ一人が相承したという日興門流の主張は、他の日蓮各派は認めていない。

## 日廣本
- 1468年（応仁2年）10月13日

住本寺十代、日廣、重須にて二箇相承全文を書写す。京要法寺に在り。（夏季講習録2）
日廣本は未公開であるため、その内容は確認できないが、後に紹介する日教は、同じ住本寺の出身であるため日教本と同じ内容と考えられている。

## 日教本（日叶本）
日教本（日叶本）と呼ばれているものは2種類あり、身延相承と池上相承の中身が入れ替わっている。

### 百五十箇条
- 1480年（文明12年）、住本寺の日叶は「百五十箇条」を著し、その中に二箇相承を引用している。

#### 身延相承
日蓮一期の弘法、白蓮阿闍梨日興に之を付属す、本門弘通の大導師為るべきなり、国主此の法を立てられば富士山に本門寺の戒壇を建立せらるべきなり、時を待つべきのみ・事の戒法と謂ふは是なり、中ん就く我門弟等此状を守るべきなり
弘安五年壬午九月　日、血脈の次第・日蓮・日興、甲斐国波木井山中に於て之を写す

#### 池上相承
釈尊五十年の説法、白蓮阿闍梨日興に相承す、身延山久遠寺の別当為るべし、背く在家出家共の輩は非法の衆為るべきなり
弘安五年壬午十月十三日、日蓮御判、武州池上

### 類聚翰集私
- 住本寺の日叶は1482年（文明14年）ころ、大石寺に帰伏し名を日教と改めた[注釈 1]。1488年（長享2年）、日教は「類聚翰集私」を著し、その中に二箇相承を引用している。

#### 身延相承
釈尊五十年の説教、白蓮日興に之を付属す、身延山久遠寺の別当たるべし、背く在家出家共の輩は非法の衆たるべきなり
弘安五年九月十三日、日蓮在御判、血脈次第日蓮日興、甲斐国波木井郷山中に於いて之を図す

#### 池上相承
日蓮一期の弘法、白蓮阿闍梨日興に之を付属す、本門弘通の大導師たるべきなり、国主此の法を立てらるれば富士山に本門寺の戒壇を建立すべきなり、時を待つべきのみ、事の戒法とは是なり、中んづく我門弟等此状を守るべきなり、
弘安五年十月十二日、日蓮御判

### 六人立義破立抄私記
- 1489年（延徳元年）、日教は「六人立義破立抄私記」を著し、その中に二箇相承を引用している。

#### 身延相承
釈尊五十余年之説教、白蓮日興に之れを付属す、身延山久遠寺の別当為る可し、背く在家出家共の輩は非法の衆為る可き者也
弘安五年十月十三日、日蓮在御判　血脈の次第日蓮日興　甲斐国波木井郷の山中に於て之れを図す

#### 池上相承
日蓮一期の弘法白蓮阿闍梨日興に之れを付属す、本門弘通之大導師為る可き也、国主此の法を立て被れば富士山に本門寺の戒壇を建立為す可き也、時を待つ可き於耳、事の戒法と謂ふは是れ也、中ん付く我か門弟等此の状を守る可き也
弘安五年九月　日　日蓮在御判

## 日現本
- 1516年（永正11年）、越後本成寺の8代日現は「五人所破抄斥」の中に二箇相承を全文引用し、さらに次のように書いている。

日現申す、前の御相承（9月13日）は身延相承、後は（10月13日）池上相承と云云。御判形現形也。されども一向御正筆に非ず偽書謀判也。又日興の手跡にもあらず、蔵人阿日代と云う人の筆に似たりと承り及也。（宗全7－182）
日興は身延山久遠寺を降りて、南条氏の寄進を受けて大石寺を建立したがこれを日目に譲り、2、3年後には重須談所（重須本門寺）を建立した。重須の2代目が日代である。日代は重須を追い出され、後に西山本門寺を開き、初代住職となっている。また西山本門寺の過去帳には越後本成寺の9代日覚の名が記されていることから、両寺には互いに交流があったものと推測される。

## 日辰本（日耀本）
- 1556年（弘治2年）、京都要法寺日辰は北山本門寺にて二箇相承を目にする。その後、日辰は、北山本門寺住職の日耀にこれを書写させ、翌年それを書写している[2]。日耀写本が西山本門寺に現存する。身延相承の日付は「九月　日」となっていて13日の日付が無く、身延山のところが身遠山と書かれているのが特徴である。日廣本は内容が確認できないが、おなじ住本寺の日教本には身延山となっており、身遠山は単なる写し間違いではないかといわれている。

ただし、大石寺に伝わる第14世日主（在位：1573年 - 1586年）の写本は「身遠山」となっており、大石寺側は、正本が「身遠山」であった可能性もあるとしている。日主の写本は、日辰本とほぼ同じとされている。
このことに関して、井上博文は、二箇相承成立当時の日興門流が「身延山」を「しんえんざん」と呼んでいたことに起因する誤りであり、相承に厳しい日興門流において日蓮以降嫡々と伝えられていたならばこのような誤りを犯すことはない、としている。

## 二箇相承紛失
二箇相承書は武田勝頼軍によって奪われたと、保田妙本寺の日我等がその顛末を著している。
- 1581年（天正9年）3月、聖滅300年、武田勝頼の臣重須[注釈 2]を襲い二箇相承等を奪う（要9－17・20）

一方、重須本門寺ではなく、西山本門寺にて紛失したという説もある
この30年後（1611年（慶長16年）12月15日）に、徳川家康が見たとの記録がある。
今晩富士本門寺授割二箇相承後藤庄三郎備御覧—伝後藤庄三郎光次、駿府政事録
この時、家康は「日蓮、爾前の経えを捨てざること分明なり。後の末派に至り、本源に暗くして、わずかに「四十余年未顕真実」の一語を以て爾前の経を棄損するは祖師の本意に非ず」と述べたという。
また、これと全く同じ日、禅僧以心崇伝が林羅山より「これを得て写し留めて」いるが、いずれも「白蓮阿闍梨」が「日蓮阿闍梨」となっている。
その他、二箇相承に関する記録は、次のとおり。
- 1617年（元和3年）、要山24代日陽、重須に至り二箇相承を拝す。（要5－60）
- 1877年（明治10年）6月13日、重須（北山本門寺）の御風入（虫干し）にて奉拝。（興門口決）

その後の重須の二箇相承の記録は定かでは無いため、現在も重須で秘匿されているとも言われる。

## その他
二箇相承以外にも、両巻血脈といわれる「百六箇抄（血脈抄）」「本因妙抄（法華本門宗血脈相承事）」などがあるが、いずれも同門他派からは疑義の強い書として批判されている。
日蓮正宗では、『身延山付嘱書』（別付嘱書・池上相承とも。二箇相承の一。）を根拠として、日興が宗祖滅後から身延離山まで7年間身延山久遠寺別当を務めた、と主張している。その一方で、日蓮宗は、同書を偽書とし、同主張を是としていない。